# Maria Blondeau
Maria Blondeau, née Émélie Blondeau en 1873 à La Neuvillette (Marne) et morte le 1er mai 1891 à Fourmies, est une ouvrière d'une filature de coton, considérée comme la figure la plus emblématique des morts de la fusillade de Fourmies en 1891. 

## Origines familiales
Maria Blondeau née au sein d'une famille d'origine modeste. Sa mère est une vendeuse itinérante d'épices et son père, Émile Octave Blondeau est lui-même ouvrier. 

## La manifestation et la fusillade de Fourmies
Depuis 1886 le 1er mai s'est imposé comme celui de la journée de défense des droits des travailleurs. À Fourmies, les manifestants réclament tout particulièrement la journée de huit heures et une augmentation des salaires. Les ouvriers sont nombreux dans la ville qui connait un développement économique et démographie grâce à l'industrie cotonnière qui se développe de manière importante depuis moitié du XIXe siècle. En 1891, sur les 6 910 habitants de Fourmies, 3790 travaillent dans le secteur du textile. C'est une industrie où les salaires des ouvriers sont réputés particulièrement bas et le volume horaire élevé. À cette forte présence ouvrière, s'ajoute la création récente d'une antenne locale du jeune Parti ouvrier français qui rencontre rapidement du succès et participe à la politisation du bourg. Le 1er mai 1891, les manifestants sont donc nombreux lors de la manifestation.

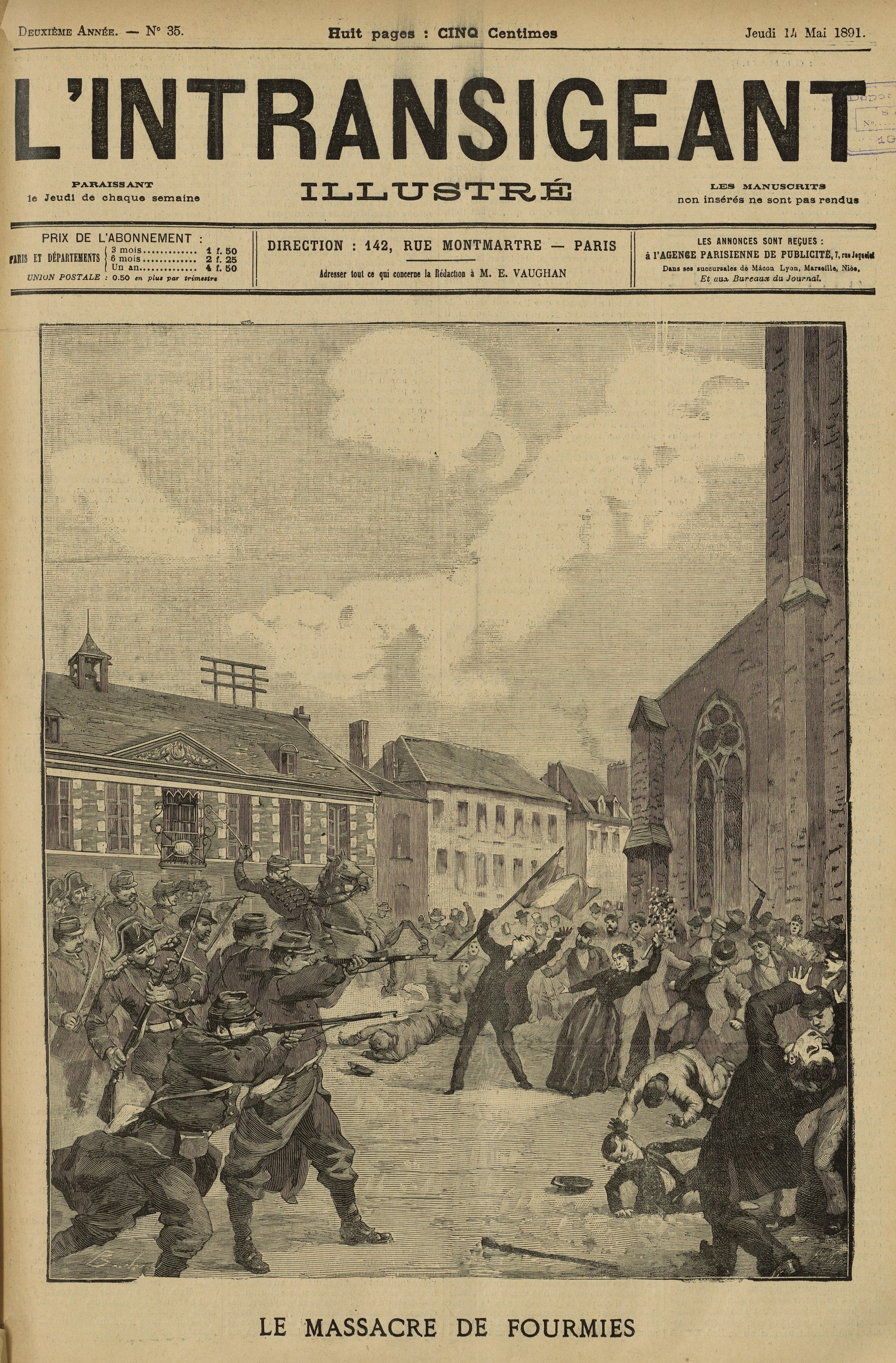
Couverture de L'intransigeant illustré du 14 mai 1891. On aperçoit au centre de l'image Maria Blondeau tenant un bouquet d'aubépine, ainsi que son époux, Kléber Giloteaux, tenant le drapeau tricolore.

Maria Blondeau est une ouvrière d'une des nombreuses filatures de coton de la ville. Le jour du 1er mai elle est présente dès 5h du matin, les manifestants alternent alors entre occupations d'usines et défilés dans les rues. Si l'ambiance est d'abord à la fête, à partir de 15h, la situation se tend à la suite d'une arrestation d'une dizaine de manifestants par les gendarmes venus en renfort. C'est à partir de ce moment là que Maria Blondeau prend la tête du cortège au côté de son fiancé, Kléber Giloteaux et d'autres jeunes ouvriers. La première ligne est alors essentiellement composée des "porteuses de mai", jeunes filles tenant des bouquets d'aubépine, symbole du printemps, dont Maria fait partie. Cette dernière lui a été offerte plus tôt dans la matinée par son fiancé. Kléber Giloteaux, lui aussi au premier rang, arbore quant à lui un drapeau rouge, souvent confondu par la suite avec un drapeau tricolore dans l'iconographie lui rendant hommage. À 18h15, après une dernière série d'altercation, une seule salve est tirée sans sommation. La proximité directe entre les soldats venus en supplément des gendarmes et les manifestants réunis sur la place du village suffit à provoquer la mort immédiate de neuf personnes, dont Maria Blondeau et plus de 35 blessés. Après la salve, les soldats dispersent rapidement les manifestants.  
L'image des deux époux morts pendant la manifestation, bouquet de fleurs et drapeau en main, va rapidement se diffuser à l'échelle nationale comme symbole du pacifisme face aux violences étatiques et à la répression des manifestations. 
Elle est enterrée dans le cimetière du centre de Fourmies, aux côtés des autres morts de la fusillade. Ses funérailles ainsi que celles des autres morts réunissent plus de 30 000 personnes. Plusieurs plaques témoignent de la vivacité de la mémoire des fusillés à Fourmies et plus largement à l'échelle nationale.

## Hommages
L'image symbolique de Maria Blondeau, ouvrière tenant un bouquet d'aubépine ensanglantée face à la violence des forces de l'ordre va participer à faire d'elle une des figures emblématiques des luttes non-violentes ainsi que de la défense des droits des ouvriers,. Si la place de où se trouve le musée de la filature de Fourmies porte désormais son nom, c'est surtout dans le registre des chansons populaires que son image a eu le plus d'influence.  

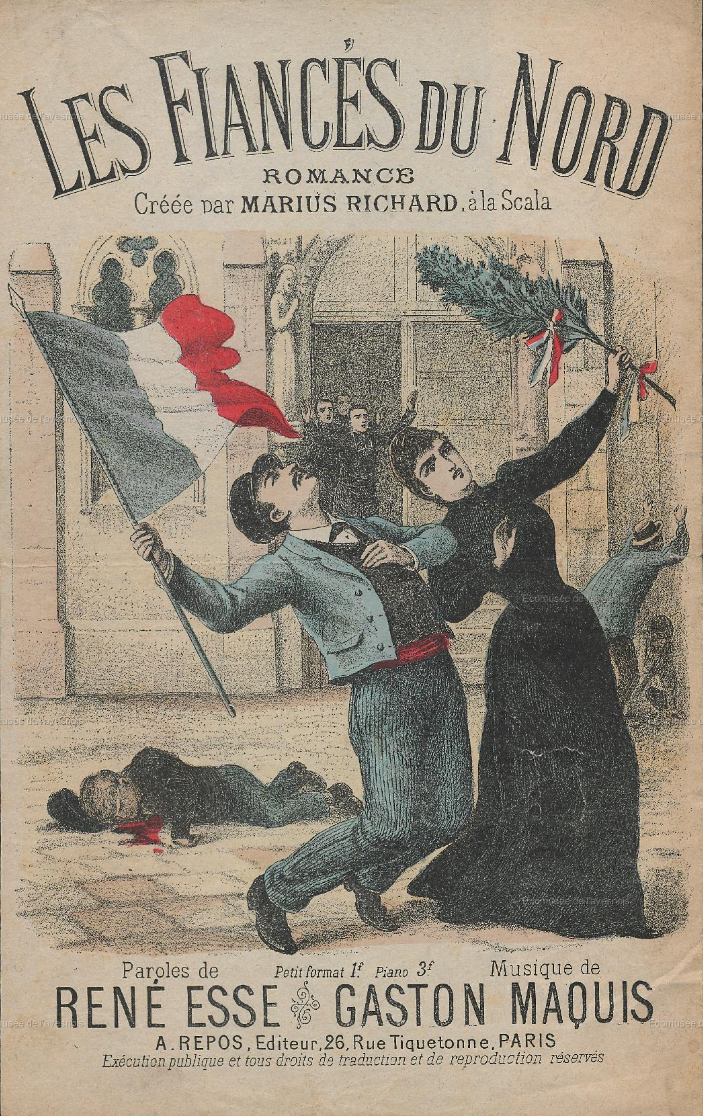
Illustration de la chanson Les Fiancés du Nord représentant le couple Maria Blondeau et Kléber Giloteaux. On aperçoit dans le fond l'abbé Margerin, autre figure emblématique de la fusillade de Fourmies

- Le chansonnier Montéhus lui rend hommage dans la chanson Au lieu d'acheter tant d'aéros : "Car à Fourmies, c’est sur une gamine / Que le Lebel fit son premier essai"[14]. Le fusil Lebel étant celui qui équipe les armées françaises depuis 1887[15].
- Les Martyrs de Fourmies de Voilequin et de Poivilliers fait référence à Maria Blondeau et Louise Hublet, autre figure féminine emblématique de la fusillade de Fourmies, elle-même amie de Maria : "Pendant la fête sur place/ Au milieu des rires, des chants, / Deux jeunes filles avec grâce/ Distribuaient des fleurs des champs, / Lorsque soudain sifflent les balles/ Qui les frappent de tous côtés ;/ Aussitôt tombent sur les dalles/ Ces martyrs de la liberté."[16].
- Les Fiancés du Nord de René Esse et de Gaston Maquis évoque la figure tragique du couple Maria Blondeau et Kléber Giloteaux, fiancés le matin, et mort dans la même soirée[16],[17].
- Le massacre de Fourmies de Pédron évoque plus explicitement encore l'hommage à l'ouvrière : "On voit Maria Blondeau./ Elle est là, sanglante, inerte, / L'œil hagard, la bouche ouverte, / etreignant son vert rameau ;/ Et pourtant, elle s'écrie, / Dans sa terrible agonie :/ C'est... huit heures... qu'il... nous faut !"[16].
- Le groupe montpelliérain Mauresca Fracàs Dub rend hommage à Maria Blondeau et aux autres manifestants tués sa chanson éponyme (en occitan et français), Maria Blondeau dans l'album Cooperativa.